# Stavrove, Bârzula
Stavrove (în ucraineană Ставрове) este un sat în comuna Ocna din raionul Bârzula, regiunea Odesa, Ucraina.

## Demografie
Componența lingvistică a localității Stavrove
     Ucraineană (91,53%)
     Rusă (4,49%)
     Română (3,81%)
     Alte limbi (0,08%)
Conform recensământului din 2001, majoritatea populației localității Stavrove era vorbitoare de ucraineană (91,53%), existând în minoritate și vorbitori de rusă (4,49%) și română (3,81%).